# Træna
66°30′12″N 12°5′39″Ø / 66.50333°N 12.09417°Ø
Træna er en økommune i Helgeland i Nordland fylke i Norge. Den har ca. 450 indbyggere (færrest blandt kommunerne i fylket). Hovedparten af befolkningen (ca. 380) er bosat på Husøy, hvor også kommuneadministrationen holder til. Den øvrige befolkning i kommunen er fordelt på Selvær, Sanna og Sandøy. Det findes også bebyggelse på Holmen, Langskjær, Dørvær og Søholmen; men der er ikke længere fastboende på disse øer. Træna har været egen kommune siden udskillelse fra Lurøy i 1872; den gang havde Træna 389 indbyggere.
Træna består af 477 øer, holme og skær, de aller fleste meget små. Kun Sanna og Husøya er større enn 1 km². Kommunen er kun 15,2 km² stor, og er med det Nordlands næst mindste kommune (kun undergået af Røst). Sanna er den største ø, og på den findes de karakteristiske Trænfjelde: Gjia, Saufjellet (m/Gompen), Mjåtind, Breitind og Trænstaven. Det sidstnævnte er Trænas højeste punkt, 338 moh.

## Stednavn
Navnet Træna kommer fra norrønt Þriðn/Þriðna, af þrír (= tre) med henvisning til de tre bjerge Mjåtind, Breitind og Trænstaven. Det gamle navn forekommer i den Yngre Edda fra omkring 1220 og i Aslak Bolts jordebog fra 1432.

## Oldtiden
Området er arkæologisk meget værdifuldt. På Sanna finder man en 45 m dybe hule Kirkhelleren, den største af i alt 17 grotter på øen. De har været beboet og er dannet ved erosion af havet. Kirkhelleren er 20 m bred og 32 m høj. Den var bolig for jagtfolk i stenalderen; der er sikre spor fra bosætning også fra jernalderen. Hulen har også rummet en gravplads. Skeletter fra 30 mennesker er fundet i Kirkhelleren.
Nedenfor Kirkehelleren ses rester efter runde, jordhytteligende huse og langhuse. En af disse blev i 1937 utgravet af arkæologen Guttorm Gjessing. For 7.500 år siden havde der stået en oval hytte, indvendig 6 m lang og 4,5 m bred. For 7.500 år var bådene så solide, at folkene kunne sejle helt ud til Træna, og derfra kunne foretage sæsonvise fiske og fangstekspeditioner til Husøy, Dørvær og Selvær. Inde i Kirkhelleren fandt han spor efter bosætning fra 4000 f.Kr til 500 e.Kr, og bevis for kontakter med folk langvejs fra - blandt andet en sydskandinavisk stenøkse og en skiferdolk, muligvis fra Trøndelag.

## Nutiden
Hovederhvervet i kommunen er fiskeri; det være sig kyst- og havfiskeri, opdræt, saltning/frysning og forædling. Kommunens største virksomhed er Modolv Sjøset A/S, som i højsæsonen beskæftiger over 100 personer.
Kommunen har to grundskoler: Husøy skole (ca. 60 elever) og Selvær skole (ca. 10 elever). Dertil har Saltdal videregående skole en filial (LOSA) på Husøy.
Forsvaret har en radarstation på en af toppene på Sanna, og der var tidligere strenge regler for fotografering af fjeldene på grund af denne radar. Adgang til stationen var tidligere via en tovbane, men denne er nu nedlagt og erstattet med en tunnel gennem fjeldene.
Træna har været nævnt som mulig beliggenhed for en signalforstærker for en fiberkabel fra Europa til Japan, som planlægges ført gennem nordøstpassagen.
Træna er nok mest kendt for den årlige musikfestival Trænafestivalen. Den arrangeres i juli og tiltrækker over 2.000 tilrejsende hvert år.

## Eksterne links
- Wikimedia Commons har flere filer relateret til Træna
- Kultur i Træna på kort fra Kulturnett.no
- Trænafestivalens offisielle hjemmeside
- Turside – med information og billeder fra Husøya, Træna (Webside ikke længere tilgængelig)
- Turside – med information og billeder fra Sanna, Træna (Webside ikke længere tilgængelig)
- Turside – med information og billeder fra Selvær, Træna (Webside ikke længere tilgængelig)
- Foto fra Arkivverket: (Webside ikke længere tilgængelig)